# Juan Tomás de Rocabertí
Juan Tomás de Rocabertí, O.P. (Perelada, Gerona, 4 de marzo de 1627-Madrid, 13 de junio de 1699) fue un religioso español que desempeñó diversos cargos eclesiásticos y públicos de importancia.

## Biografía
Perteneciente a la noble familia de los Rocabertí, inició su formación humanista en su propio lugar de nacimiento. En 1640 fue hecho prisionero por los franceses durante la Guerra de Cataluña, continuando sus estudios en el cautiverio (1642-1645).
Una vez liberado, renunció a la carrera militar ingresando en la orden dominica, en el convento de Gerona, el 16 de noviembre de 1646, donde profesó el 17 de noviembre del año siguiente. Cursó sus estudios eclesiásticos en Tortosa (1647), en Mallorca (1648-1650) y en Alcalá de Henares (1650), graduándose en 1653 en artes y teología por la Universidad de Valencia, y siendo nombrado el 25 de agosto del mismo año, profesor de filosofía de dicha universidad; en 1662, catedrático de teología y, en el mismo año, el general de la Orden le honró con el título de maestro en teología.

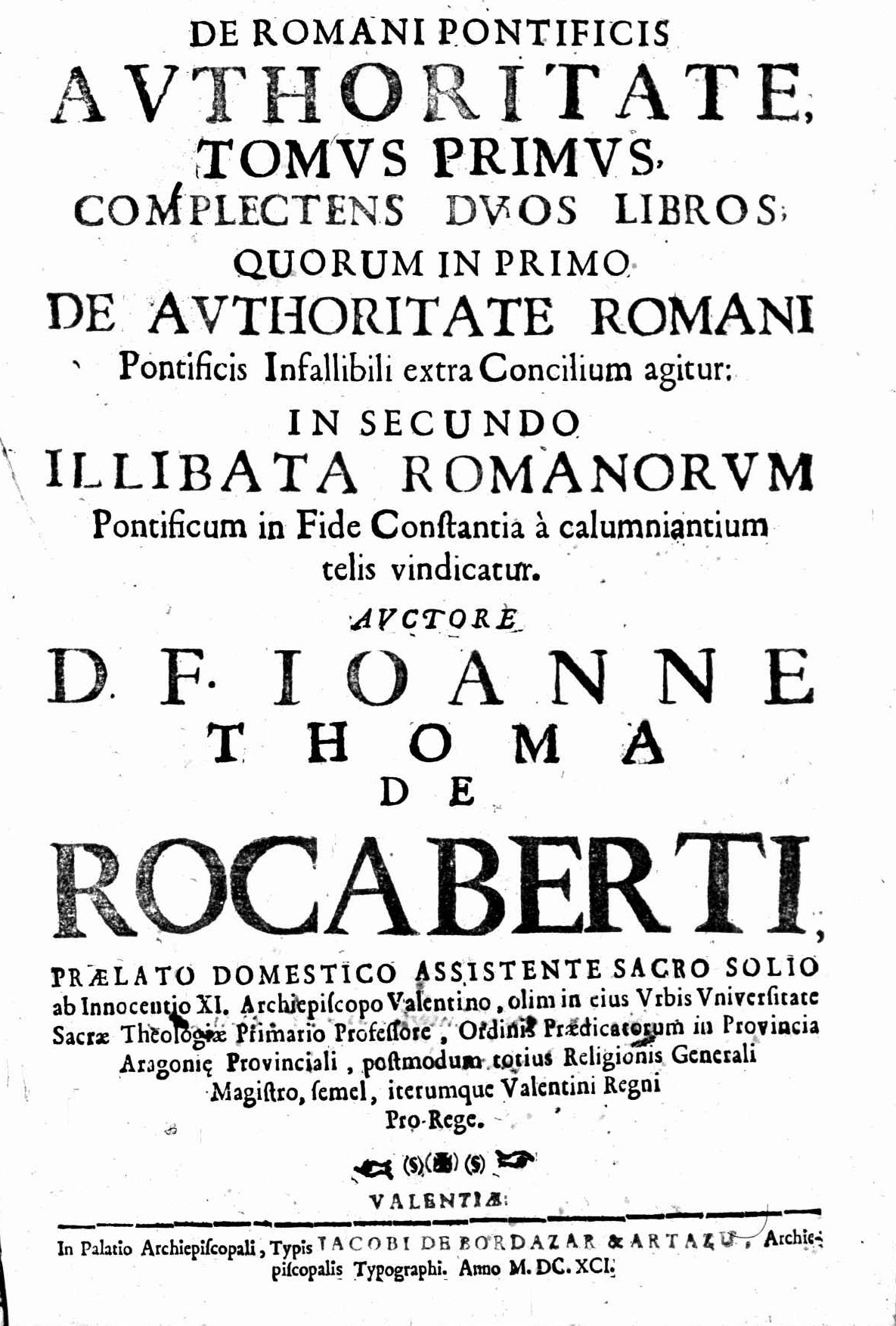
De Romani pontificis authoritate, tomo 1, 1691.

En 1660 fue nombrado prior del convento de Tarragona y en 1663 vicario general de la Orden en Mallorca. En el Capítulo Provincial de Barcelona de 1665 fue elegido provincial de Aragón (1665-1669). El 24 de mayo de 1670 el Capítulo General de Roma lo nombró maestro general de la Orden, poniendo empeño en su cargo en la observancia regular, en la oración y en el estudio en la vida de la Orden. A partir de esta fecha inicia la empresa editorial de publicar las obras de sor Hipólita de Jesús Rocaberti (1551-1624), su tía dominica en el convento de los Ángeles de Barcelona, proyecto en que invertirá esfuerzos personales y recursos hasta 1685, cuando salga el último volumen.
Propuesto por el rey Carlos II, el papa Inocencio XI, el 8 de febrero de 1677, lo nombró arzobispo de Valencia. Tomó posesión de la sede episcopal por medio de su procurador, Francisco Fenollet, deán de la Catedral de Valencia, el 29 de junio de 1677, haciendo su entrada solemne en la ciudad el 9 de octubre del mismo año.
Siendo Arzobispo de Valencia fundó el Colegio Seminario de San Pío V, actual sede del Museo de Bellas Artes de Valencia y de la Real Academia de San Carlos.
El 29 de abril de 1678 fue nombrado por Carlos II virrey y capitán general de Valencia, puesto en el que cesó al año siguiente, siendo nombrado por segunda vez en 1683.
El 22 de junio de 1687 convocó y celebró Sínodo Diocesano, dictando 24 títulos ordenados a la mejor administración de las temporalidades eclesiásticas y al exacto cumplimiento de los decretos tridentinos referentes a la fe y costumbres.
Fue nombrado Inquisidor General el 3 de marzo de 1695 por Carlos II. Murió en Madrid el 13 de junio de 1699, siendo enterrado en el convento de Santo Domingo el Real, hoy desaparecido.

## Obra
Apologeta del papado, en oposición al galicanismo y al protestantismo, dejó escritas dos obras de temática teológica: 
- De Romani pontificis in temporalibus auctoritate (Valencia, 1692-1694, 3 vols.)
  - De Romani pontificis authoritate (en latín) 1. Valencia: Jaime de Bordazar. 1691.
  - De Romani pontificis authoritate (en latín) 2. Valencia: Jaime de Bordazar. 1694.
  - De Romani pontificis authoritate (en latín) 3. Valencia: Jaime de Bordazar. 1693.
- Bibliotheca Máxima Pontificia (Roma, 1697-1699, 21 vols).